# Colubrina texensis
Colubrina texensis là một loài thực vật có hoa trong họ Táo. Loài này được (Torr. & A.Gray) A.Gray mô tả khoa học đầu tiên năm 1850.